# 日本国憲法第18条
日本国憲法 第18条（にほんこく／にっぽんこくけんぽう だい18じょう）は、日本国憲法の第3章にある条文で、身体的自由権である奴隷的拘束・苦役からの自由について規定している。

## 条文
日本国憲法 - e-Gov法令検索

第十八条何人も、いかなる奴隷的拘束も受けない。又、犯罪に因る処罰の場合を除いては、その意に反する苦役に服させられない。

## 解説
憲法18条上段の「保障」には「奴隷とならない権利」が含まれる。奴隷とは、人間としての権利・自由を全く否定され法的には家畜と同じように売買や所有権の対象とされる人間のことで、近代では、アメリカ合衆国の黒人奴隷の例が有名である。黒人奴隷制は、ジョージア、アラバマなど南部の州では南北戦争に負けるまで存続した。
南北戦争後の1865年に追加された合衆国憲法修正第13条は、「奴隷または本人の意に反する苦役は、犯罪に対する処罰として、として当事者が有事宣言の場合を除くほか、合衆国内またはその所轄に属するいずれの他にも存在してはならない」と規定している。
第二次世界大戦前でも日本には奴隷制度はなかったが、「娼妓契約」や、「監獄部屋＝タコ部屋」のように奴隷的と形容できる拘束はあった。奴隷的拘束とは、「自由な人格者であることと両立しない程度に身体が拘束されている状態」を指し（通説、政府見解）、労働の強制がなくても奴隷的拘束となる場合がある。
憲法18条後段は「犯罪に因る処罰の場合を除いては、その意に反する苦役に服させられない」権利を保障する。「その意に反する苦役」とは、三つの考え方がある。
第一は、通常人から見て普通以上に苦痛に感じられるような任務の強制と考える説だ（法学協会編・詿解日本国憲法上,小嶋・概説,野中ほか・憲法Ⅰ[高橋和之執筆]）。これに対して第二は、苦痛に感じられるかどうかを問わず、要するに強制労働の意味に理解する説である(芦部・憲法,佐藤幸・憲法など）。最後に第三は、強制労役またはそれに準ずるような隷属状態のうち、奴隷的拘束とまでは言えないものを広く含むとする説である（宮沢・憲法Ⅱ,芦部編・憲法Ⅲ[杉原泰雄執筆])。
憲法18条条文は、奴隷的拘束とは違って「犯罪に因る処罰の場合」の強制労働は認めている。裁判員制度に伴う役務提供義務についても、最高裁が国民の司法参加の制度であるから参政権と同様の意味を持つなどの理由で18条の苦役には当たらないとしている（最大判平成23・11・16刑集65巻8号1285頁）。
国家総動員法に基づいて戦前行われた、軍需工場への生徒の勤労動員のようなものは、18条後段違反である。多数説と政府見解は、徴兵制も18条後段違反とみなしている。

## 沿革

### 大日本帝国憲法
東京法律研究会 p.8

第二十條日本臣民ハ法律ノ定ムル所ニ從ヒ兵役ノ義務ヲ有ス

### 憲法改正要綱
「憲法改正要綱」、国立国会図書館「日本国憲法の誕生」。

八第二十条中ニ「兵役ノ義務」トアルヲ「公益ノ為必要ナル役務ニ服スル義務」ト改ムルコト

### GHQ草案
「GHQ草案」、国立国会図書館「日本国憲法の誕生」。

#### 日本語
第十七条何人モ奴隷、農奴又ハ如何ナル種類ノ奴隷役務ニ服セシメラルルコト無カルヘシ犯罪ノ為ノ処罰ヲ除クノ外本人ノ意思ニ反スル服役ハ之ヲ禁ス

#### 英語
Article XVII.No person shall be held in enslavement, serfdom or bondage of any kind. Involuntary servitude, except as a punishment for crime, is prohibited.

### 憲法改正草案要綱
「憲法改正草案要綱」、国立国会図書館「日本国憲法の誕生」。

第十六何人ト雖モ如何ナル奴隷的役務ニモ服セシメラルルコトナク犯罪ニ因ル処罰ノ場合ヲ除クノ外其ノ意ニ反スル苦役ハ之ヲ禁ズルコト

### 憲法改正草案
「憲法改正草案」、国立国会図書館「日本国憲法の誕生」。

第十六条何人も、いかなる奴隷的拘束も受けない。又、犯罪に因る処罰の場合を除いては、その意に反する苦役に服させられない。

## 判例
- 職業安定法違反被告事件（最高裁判例 昭和33年5月6日）憲法11条、憲法13条、刑法18条
- 全農林警職法事件(最高裁判例 昭和48年4月25日)憲法28条、憲法21条、憲法31条
- 判決取消請求事件（行政裁判例 平成元年4月27日）
- 覚せい剤取締法違反，関税法違反被告事件（最高裁判例 平成23年11月16日）
- 各損害賠償事件（最高裁判例 平成9年3月13日）

## 関連条文
- 日本国憲法第９条
- 日本国憲法第22条
- 日本国憲法第27条第3項
- 日本国憲法第36条
- 刑法第220条
- 刑法第224～229条
- 労働基準法第5条
- 職業安定法第63条 - 労働新聞社